# Maxime Lajoie
Maxime Lajoie, född 5 november 1997, är en kanadensisk professionell ishockeyback som spelar för Ottawa Senators i National Hockey League (NHL). Han har tidigare spelat för Belleville Senators i American Hockey League (AHL), Brampton Beast i ECHL och Swift Current Broncos i Western Hockey League (WHL).
Lajoie draftades i femte rundan i 2016 års draft av Ottawa Senators som 133:e spelare totalt.

## Statistik
| 2010–2011  | CRAA Blue             |            | 25  | 2  | 8  | 10  | 28 | 3  | 0 | 0  | 0  | 4  |
| 2011–2012  | Calgary Royals        | AMBHL      | 33  | 3  | 9  | 12  | 18 | —  | — | —  | —  | —  |
| 2012–2013  | Calgary Royals        | AMHL       | 28  | 1  | 10 | 11  | 12 | 5  | 1 | 2  | 3  | 0  |
| 2013–2014  | Calgary Royals        | AMHL       | 32  | 7  | 10 | 17  | 10 | —  | — | —  | —  | —  |
|            | Swift Current Broncos | WHL        | 1   | 0  | 0  | 0   | 0  | —  | — | —  | —  | —  |
| 2014–2015  | Swift Current Broncos | WHL        | 72  | 7  | 33 | 40  | 22 | 4  | 1 | 2  | 3  | 0  |
| 2015–2016  | Swift Current Broncos | WHL        | 62  | 8  | 29 | 37  | 28 | —  | — | —  | —  | —  |
| 2016–2017  | Swift Current Broncos | WHL        | 68  | 7  | 35 | 42  | 26 | 14 | 1 | 8  | 9  | 10 |
| 2017–2018  | Belleville Senators   | AHL        | 56  | 1  | 14 | 15  | 12 | —  | — | —  | —  | —  |
|            | Brampton Beast        | ECHL       | 1   | 0  | 0  | 0   | 2  | —  | — | —  | —  | —  |
| 2018–2019  | Ottawa Senators       | NHL        | 1   | 1  | 1  | 2   | 2  | —  | — | —  | —  | —  |
| NHL totalt | NHL totalt            | NHL totalt | 1   | 1  | 1  | 2   | 2  | —  | — | —  | —  | —  |
| WHL totalt | WHL totalt            | WHL totalt | 203 | 22 | 97 | 119 | 76 | 18 | 2 | 10 | 12 | 10 |